# Erinnyis suillus
Erinnyis suillus är en fjärilsart som beskrevs av Jean Baptiste Boisduval 1875. Erinnyis suillus ingår i släktet Erinnyis och familjen svärmare. Inga underarter finns listade i Catalogue of Life.